# Anglokabarda
Anglo-kabardin är en hästras från Ryssland som utvecklades genom att korsa den inhemska hästrasen kabardin med engelska fullblod för att få fram en mer atletisk ras som kunde konkurrera med de europeiska varmblodshästarna men som kunde klara det hårda klimatet i Kaukasusområdet. I Ryssland kallas hästarna oftast Anglokabardinskaya.

## Historia
Rasen grundades i Ryssland på två av de största stuterierna i norra Kaukasus, Malkin och Malokarachaevski, under början av 1900-talet. Målet var att kunna konkurrera med de europeiska varmblodshästarna som dominerade tävlingsbanorna. Man korsade ston av rasen Kabardin. som är en rysk inhemsk hästras, med importerade engelska fullblodshingstar, kända för att vara de snabbaste hästarna i världen. 
De bruna fullblodshingstarna Lestorik och Lukki, både födda 1939 och den mörkt bruna hingsten Lok-Sen, född 1923, var de hingstar som betydde mest för utvecklingen av anglo-kabardan som alla innehar de bruna färgerna som stamhingstarna gav efter sig. Idag delas rasen även upp i tre olika typer med olika egenskaper som oftast beror på mängden fullblod hästen har i sig. 

## Egenskaper
Anglo-kabardan är både större och snabbare än kabardinhästen och liknar det engelska fullblodet mer med muskulös och atletisk exteriör och finare drag. Anglo-kabardinerna ska ha minst 25 % av vardera ras i sig för att få registreras. Anglokabardinen finns även i tre olika typer. Basic, Oriental och Massiv. Basictypen är den mest atletiska med väl musklad exteriör och är den mest framträdande typen av anglokabardinen. Orientaltypen liknar mer de orientaliska ökenhästarna med smala ben, mindre huvuden och stora ögon. Den massiva typen har kraftig benstomme, är större och liknar mer de kraftigare körhästarna. 
Anglokabardinen har numera blivit känd i Ryssland och har använts både i nationella och internationella tävlingar, samt även OS. Hästarna är tillräckligt atletiska och snabba för att kunna användas på elitnivå inom ridsporten men är härdiga och säkra på foten och används mycket som ridhäst och körhäst på gårdarna i Kaukasus och även inom den ryska armén. 